# Live at the Fillmore
Live at the Fillmore er et dobbelt livealbum indspillet af Derek and the Dominos med Eric Clapton på guitar over to koncerter i Fillmore East i oktober 1970. Albummet blev oprindeligt udgivet i 1971 (som "In Concert") og blev genudgivet på CD i 1994. 

## Trackliste original udgivelse
1. Why does love has to be so sad
2. Got to get better in a little while
3. Let it rain
4. Presence of the lord
5. Tell the truth
6. Bottle of red wine
7. Roll it over
8. Blues Power
9. Have you ever loved a woman

## Trackliste CD-udgivelse
1. Got To Get Better In A Little While" (Eric Clapton) -13:52
2. Why Does Love Got To Be So Sad? (Eric Clapton/Bobby Whitlock) -14:49
3. Key To The Highway(Charles Segar/Big Bill Broonzy) -6:25
4. Blues Power (Eric Clapton/Leon Russell) -10:31
5. Have You Ever Loved A Woman (Billy Myles Cover) -8:16
6. Bottle Of Red Wine (Eric Clapton/Bonnie Bramlett) -5:34
7. Tell The Truth (Eric Clapton/Bobby Whitlock) -11:04
8. Nobody Knows You When You're Down And Out (Jimmie Cox) -5:33
9. Roll It Over (Eric Clapton/Bobby Whitlock) -6:40
10. Presence Of The Lord (Eric Clapton) -6:16
11. Little Wing (Jimi Hendrix) -6:13
12. Let It Rain (Eric Clapton/Bonnie Bramlett) -18:19
13. Crossroads (Robert Johnson, arr. Eric Clapton) -8:29

## Medvirkende
- Eric Clapton, Guitar og vokal
- Bobby Whitlock, piano og keybords
- Carl Radle, bas
- Jim Gordon, trommer